# لیپاکوو
لیپاکوو (به لاتین: Lipakovo) یک منطقهٔ مسکونی در روسیه است که در استان آرخانگلسک واقع شده‌است.